# Lazarína
Lazarína är en ort i Grekland.   Den ligger i prefekturen Nomós Kardhítsas och regionen Thessalien, i den centrala delen av landet, 240 km nordväst om huvudstaden Aten. Lazarína ligger 129 meter över havet och antalet invånare är 531.
Terrängen runt Lazarína är varierad.Runt Lazarína är det ganska glesbefolkat, med 42 invånare per kvadratkilometer. Närmaste större samhälle är Trikala, 10,6 km norr om Lazarína. Trakten runt Lazarína består till största delen av jordbruksmark.